# Sluiterkensdag
Sluiterkensdag of Sluiterkensavond (ook buitensluit of de sluitertjesdagen) is een volksgebruik waarbij kinderen hun ouders of schoolmeester(es) opsluiten of buitensluiten tot ze iets goeds beloven (zoetigheid, geen huiswerk, enz.). Het is een omkeringsfeest dat in Vlaanderen voortleefde tot ver in de 20e eeuw.
Van oorsprong is het feest verbonden met de kortste dag van het jaar, 21 december, waarop het een schande was lang te slapen. In de katholieke kerk was dit de feestdag van de apostel Thomas en werd het verband gelegd met zijn "laatkomen" en ongeloof over de verschijning van Jezus (Joh., 20:24-28).
Het omkeren van de gezagsverhoudingen werd soms als gevaarlijk ervaren. Een Mechelse ordonnantie uit 1585 probeerde het gebruik op school af te schaffen omdat het gebaseerd was op ongehoorsaemheyt ende rebellie.
Sluiterkensdag werd doorgaans gevierd op Sint-Thomasdag zelf of op de vooravond. In West-Vlaanderen zijn het typisch de vier dagen voor Aswoensdag. Tijdens die dagen mag, afhankelijk van de dag, iemand fysiek buitengesloten worden. De sluitertjesdagen zijn er in volgorde:
- Sluitertjesdag voor moeders (zaterdag)
- Sluitertjesdag voor vaders (zondag)
- Sluitertjesdag voor meisjes (maandag)
- Sluitertjesdag voor jongens (dinsdag)